# Timothy LeDuc
Timothy LeDuc (ur. 4 maja 1990 w Cedar Rapids) – amerykański łyżwiarz figurowy, startujący w parach sportowych z Ashley Cain. Uczestnik igrzysk olimpijskich (2022), wicemistrz czterech kontynentów (2018) oraz mistrz Stanów Zjednoczonych (2019).

## Osiągnięcia

### Pary sportowe

#### Z Ashley Cain

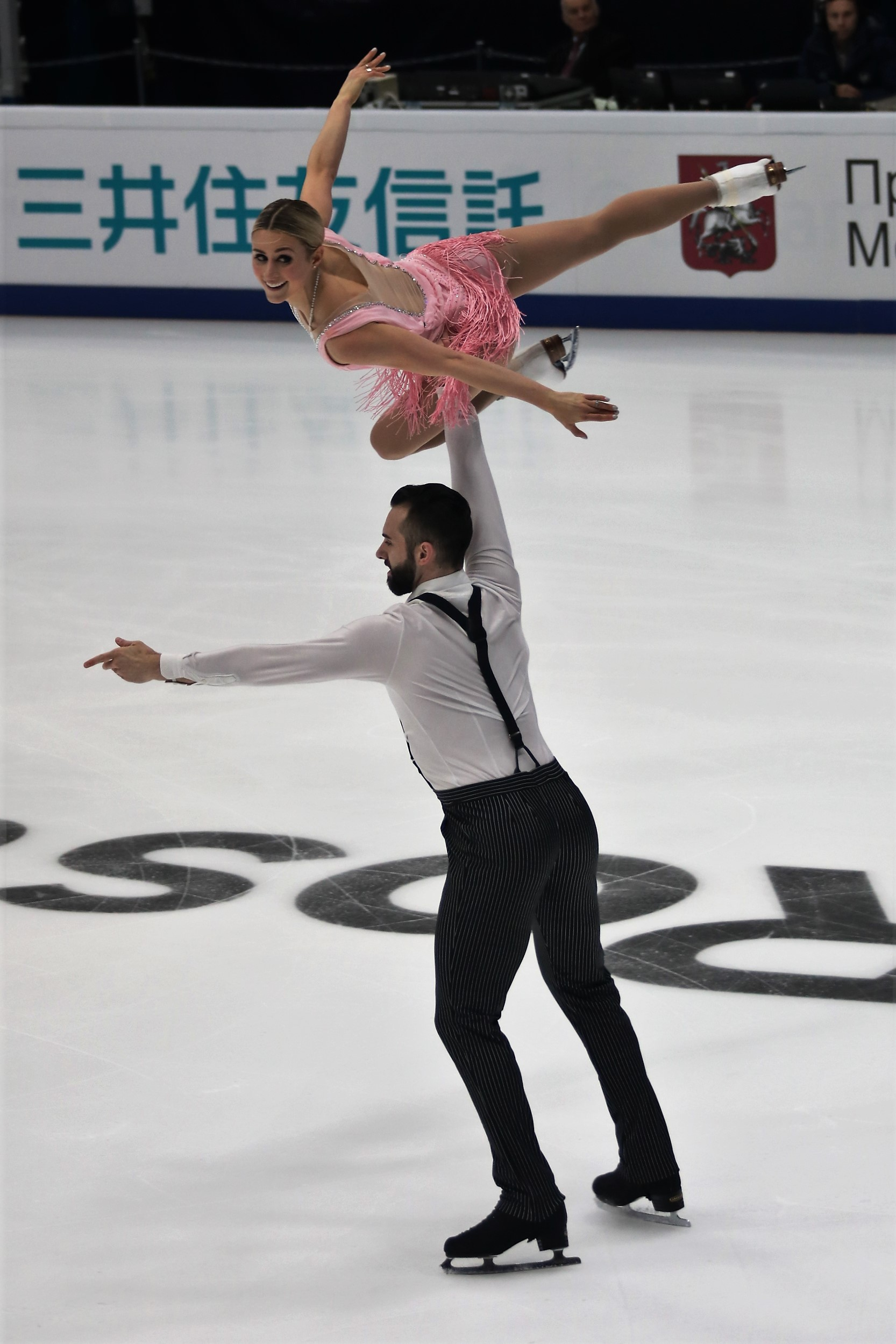
Cain i LeDuc na Rostelecom Cup 2018

| Zawody                           | 16–17          | 17–18          | 18–19          | 19–20          | 20–21          | 21–22          |                |                |                |                |                |                |                |                |                |                |                |
| Międzynarodowe                   | Międzynarodowe | Międzynarodowe | Międzynarodowe | Międzynarodowe | Międzynarodowe | Międzynarodowe | Międzynarodowe | Międzynarodowe | Międzynarodowe | Międzynarodowe | Międzynarodowe | Międzynarodowe | Międzynarodowe | Międzynarodowe | Międzynarodowe | Międzynarodowe | Międzynarodowe |
| -------------------------------- | -------------- | -------------- | -------------- | -------------- | -------------- | -------------- | -------------- | -------------- | -------------- | -------------- | -------------- | -------------- | -------------- | -------------- | -------------- | -------------- | -------------- |
| Zimowe igrzyska olimpijskie      |                |                |                |                |                | 8              |                |                |                |                |                |                |                |                |                |                |                |
| Mistrzostwa świata               |                |                | 9              | C              | 9              | WD             |                |                |                |                |                |                |                |                |                |                |                |
| Mistrzostwa czterech kontynentów | 9              | 2              | 4              |                |                |                |                |                |                |                |                |                |                |                |                |                |                |
| GP Cup of China                  |                | 6              |                |                |                |                |                |                |                |                |                |                |                |                |                |                |                |
| GP Internationaux de France      |                |                |                | 4              |                |                |                |                |                |                |                |                |                |                |                |                |                |
| GP NHK Trophy                    |                |                |                |                |                | 4              |                |                |                |                |                |                |                |                |                |                |                |
| GP Rostelecom Cup                |                |                | 6              |                |                |                |                |                |                |                |                |                |                |                |                |                |                |
| GP Skate America                 |                |                | 3              | 5              | 4              |                |                |                |                |                |                |                |                |                |                |                |                |
| GP Skate Canada International    |                |                |                |                |                | 3              |                |                |                |                |                |                |                |                |                |                |                |
| CS Finlandia Trophy              | 4              |                |                |                |                | 3              |                |                |                |                |                |                |                |                |                |                |                |
| CS Golden Spin of Zagreb         | 3              |                |                | 1              |                |                |                |                |                |                |                |                |                |                |                |                |                |
| CS Lombardia Trophy              |                | 4              |                |                |                |                |                |                |                |                |                |                |                |                |                |                |                |
| CS Memoriał Ondreja Nepeli       |                |                | 1              |                |                |                |                |                |                |                |                |                |                |                |                |                |                |
| CS Nebelhorn Trophy              | 4              | 7              |                |                |                |                |                |                |                |                |                |                |                |                |                |                |                |
| CS U.S. International Classic    |                |                | 1              | 1              |                |                |                |                |                |                |                |                |                |                |                |                |                |
| Krajowe                          |                |                |                |                |                |                |                |                |                |                |                |                |                |                |                |                |                |
| Mistrzostwa Stanów Zjednoczonych | 3              | 4              | 1              | 4              | 3              |                |                |                |                |                |                |                |                |                |                |                |                |
| Zawody drużynowe                 |                |                |                |                |                |                |                |                |                |                |                |                |                |                |                |                |                |
| World Team Trophy                | 3 T 5 P        |                | 1 T 5 P        |                |                |                |                |                |                |                |                |                |                |                |                |                |                |

#### Z DeeDee Leng
| Zawody                           | 12–13          | 13–14          |                |                |                |                |                |                |                |                |                |                |                |                |                |                |                |
| Międzynarodowe                   | Międzynarodowe | Międzynarodowe | Międzynarodowe | Międzynarodowe | Międzynarodowe | Międzynarodowe | Międzynarodowe | Międzynarodowe | Międzynarodowe | Międzynarodowe | Międzynarodowe | Międzynarodowe | Międzynarodowe | Międzynarodowe | Międzynarodowe | Międzynarodowe | Międzynarodowe |
| -------------------------------- | -------------- | -------------- | -------------- | -------------- | -------------- | -------------- | -------------- | -------------- | -------------- | -------------- | -------------- | -------------- | -------------- | -------------- | -------------- | -------------- | -------------- |
| International Challenge Cup      | 5              |                |                |                |                |                |                |                |                |                |                |                |                |                |                |                |                |
| International Cup of Nice        |                | 6              |                |                |                |                |                |                |                |                |                |                |                |                |                |                |                |
| Krajowe                          |                |                |                |                |                |                |                |                |                |                |                |                |                |                |                |                |                |
| Mistrzostwa Stanów Zjednoczonych | 9              | 7              |                |                |                |                |                |                |                |                |                |                |                |                |                |                |                |

#### Z Cassie Andrews
| Zawody                                | 10–11                                 | 11–12                                 |                                       |                                       |                                       |                                       |                                       |                                       |                                       |                                       |                                       |                                       |                                       |                                       |                                       |                                       |                                       |                                       |
| Międzynarodowe: Kategorie młodzieżowe | Międzynarodowe: Kategorie młodzieżowe | Międzynarodowe: Kategorie młodzieżowe | Międzynarodowe: Kategorie młodzieżowe | Międzynarodowe: Kategorie młodzieżowe | Międzynarodowe: Kategorie młodzieżowe | Międzynarodowe: Kategorie młodzieżowe | Międzynarodowe: Kategorie młodzieżowe | Międzynarodowe: Kategorie młodzieżowe | Międzynarodowe: Kategorie młodzieżowe | Międzynarodowe: Kategorie młodzieżowe | Międzynarodowe: Kategorie młodzieżowe | Międzynarodowe: Kategorie młodzieżowe | Międzynarodowe: Kategorie młodzieżowe | Międzynarodowe: Kategorie młodzieżowe | Międzynarodowe: Kategorie młodzieżowe | Międzynarodowe: Kategorie młodzieżowe | Międzynarodowe: Kategorie młodzieżowe | Międzynarodowe: Kategorie młodzieżowe |
| ------------------------------------- | ------------------------------------- | ------------------------------------- | ------------------------------------- | ------------------------------------- | ------------------------------------- | ------------------------------------- | ------------------------------------- | ------------------------------------- | ------------------------------------- | ------------------------------------- | ------------------------------------- | ------------------------------------- | ------------------------------------- | ------------------------------------- | ------------------------------------- | ------------------------------------- | ------------------------------------- | ------------------------------------- |
| Mistrzostwa świata juniorów           | 9                                     |                                       |                                       |                                       |                                       |                                       |                                       |                                       |                                       |                                       |                                       |                                       |                                       |                                       |                                       |                                       |                                       |                                       |
| JGP w Wielkiej Brytanii               | 8                                     |                                       |                                       |                                       |                                       |                                       |                                       |                                       |                                       |                                       |                                       |                                       |                                       |                                       |                                       |                                       |                                       |                                       |
| Krajowe                               |                                       |                                       |                                       |                                       |                                       |                                       |                                       |                                       |                                       |                                       |                                       |                                       |                                       |                                       |                                       |                                       |                                       |                                       |
| Mistrzostwa Stanów Zjednoczonych      | 3 J                                   | 11                                    |                                       |                                       |                                       |                                       |                                       |                                       |                                       |                                       |                                       |                                       |                                       |                                       |                                       |                                       |                                       |                                       |

#### Z Lauren Gifford
| Mistrzostwa Stanów Zjednoczonych | 10 N |
| Midwestern Sectionals            | 5 N  |

### Soliści
| Mistrzostwa Stanów Zjednoczonych | 7 N |     |     |
| Midwestern Sectionals            | 4 N |     |     |
| Upper Great Lakes Regionals      | 4 N | 3 J | 6 J |